# Chung kết Giải vô địch bóng đá nữ thế giới 1995
Trận chung kết Giải vô địch bóng đá nữ thế giới 1995 là trận đấu bóng đá diễn ra ngày 18 tháng 6 năm 1995 tại sân vận động Råsunda ở Stockholm, Thụy Điển giữa Đức và Na Uy nhằm xác định nhà vô địch của Giải vô địch bóng đá nữ thế giới 1995. Na Uy giành chiến thắng 2–0 với các bàn thắng của Hege Riise và Marianne Pettersen.

## Đường tới chung kết
| Đội       | Điểm | Tr | T | H | B | BT | BB | HS |
| --------- | ---- | -- | - | - | - | -- | -- | -- |
| Đức       | 6    | 3  | 2 | 0 | 1 | 9  | 4  | +5 |
| Thụy Điển | 6    | 3  | 2 | 0 | 1 | 5  | 3  | +2 |
| Nhật Bản  | 3    | 3  | 1 | 0 | 2 | 2  | 4  | −2 |
| Brasil    | 3    | 3  | 1 | 0 | 2 | 3  | 8  | −5 |

| Đội     | Điểm | Tr | T | H | B | BT | BB | HS  |
| ------- | ---- | -- | - | - | - | -- | -- | --- |
| Na Uy   | 9    | 3  | 3 | 0 | 0 | 17 | 0  | +17 |
| Anh     | 6    | 3  | 2 | 0 | 1 | 6  | 6  | 0   |
| Canada  | 1    | 3  | 0 | 1 | 2 | 5  | 13 | −8  |
| Nigeria | 1    | 3  | 0 | 1 | 2 | 5  | 14 | −9  |

## Chi tiết trận đấu
| Đức | 0–2     | Na Uy                     |
| --- | ------- | ------------------------- |
|     | Báo cáo | Riise 37' · Pettersen 40' |

| Đức |  | Na Uy |

| TM               | 1  | Manuela Goller     |    |     |
| HV               | 2  | Anouschka Bernhard | 2' |     |
| HV               | 3  | Birgitt Austermühl |    |     |
| HV               | 4  | Dagmar Pohlmann    |    | 75' |
| HV               | 5  | Ursula Lohn        |    |     |
| TV               | 6  | Maren Meinert      |    | 86' |
| TV               | 7  | Martina Voss       |    |     |
| TV               | 8  | Bettina Wiegmann   |    |     |
| TV               | 9  | Heidi Mohr         |    |     |
| TĐ               | 10 | Silvia Neid (c)    |    |     |
| TĐ               | 16 | Birgit Prinz       |    | 42' |
| Thay người:      |    |                    |    |     |
| TV               | 18 | Pia Wunderlich     |    | 75' |
| TV               | 19 | Sandra Smisek      |    | 86' |
| TĐ               | 11 | Patricia Brocker   |    | 42' |
| Huấn luyện viên: |    |                    |    |     |
| Gero Bisanz      |    |                    |    |     |

| TM               | 1  | Bente Nordby       |     |
| HV               | 2  | Tina Svensson      |     |
| HV               | 3  | Gro Espeseth (c)   |     |
| HV               | 4  | Anne Andersen      | 22' |
| HV               | 5  | Nina Andersen      |     |
| TV               | 6  | Hege Riise         |     |
| TV               | 7  | Tone Haugen        |     |
| TĐ               | 10 | Linda Medalen      | 58' |
| TĐ               | 11 | Ann Aarønes        | 70' |
| HV               | 13 | Merete Myklebust   |     |
| TĐ               | 16 | Marianne Pettersen |     |
| Huấn luyện viên: |    |                    |     |
| Even Pellerud    |    |                    |     |

| Trợ lý trọng tài: Gitte Holm (Đan Mạch) Maria Rodríguez (México) | Luật lệ: - 80 phút chính thức. - 20 phút hiệp phụ nếu cần thiết. - Sút luân lưu nếu tỉ số vẫn hòa. - Tối đa ba sự thay đổi người. |